# Vaudigny
Vaudigny är en kommun i departementet Meurthe-et-Moselle i regionen Grand Est (tidigare regionen Lorraine) i nordöstra Frankrike. Kommunen ligger i kantonen Haroué som tillhör arrondissementet Nancy. År 2022 hade Vaudigny 82 invånare.

## Befolkningsutveckling
Antalet invånare i kommunen Vaudigny
| Referens: INSEE |